# Wasyl Stolar
Wasyl Andrijowycz Stolar (ukr. Василь Андрійович Столяр, ur. 11 kwietnia 1962 w Łucku) – ukraiński polityk, biznesmen i działacz sportowy.

## Życiorys
Po zakończeniu Szkoły Średniej nr 5 w Łucku w 1980-1982 odbywał służbę wojskową w Armii Radzieckiej. W latach 1982–1988 studiował na wydziale technologicznym w Donieckim Instytucie Handlu Radzieckiego. Również ukończył prawnicze studia w Wołyńskim Uniwersytecie Narodowym w Łucku. W 2006 został wybrany na deputowanego do Rady Obwodowej w Łucku od bloku „Nasza Ukraina”. Bezpartyjny.
Od 2001 jest prezesem klubu Wołyń Łuck. W 2009 został wybrany na stanowisko Prezesa Obwodowego Związku Piłki Nożnej w Łucku. W lipcu 2013 opuścił stanowisko prezesa Wołyni.
Prowadzi biznes w różnych branżach. Jest właścicielem Spółki z o.o. „Femida-Inter” oraz wielu innych dobrze prosperujących przedsiębiorstw. Jeden z najbogatszych ludzi w obwodzie wołyńskim.
Żonaty, wychowuje trzech synów.

## Odznaczenia
- Order „Za zasługi” III klasy: 2011[1]